# Kirstjen Nielsen
Pour les articles homonymes, voir Nielsen.
Kirstjen Nielsen, née le 14 mai 1972 à Colorado Springs, est une haute fonctionnaire américaine, secrétaire à la Sécurité intérieure des États-Unis du 6 décembre 2017 au 10 avril 2019 dans l'administration du président Donald Trump.

## Biographie

### Jeunesse et études
Kirstjen Nielsen est la fille de James McHenry Nielsen (d'origine danoise) et Phyllis Michele (d'origine italienne), tous deux médecins dans la United States Army. Elle est l'aînée de trois enfants. La famille déménage à Clearwater, en Floride, alors que la fratrie est encore jeune.
Kirstjen Nielsen est diplômée de la School of Foreign Service de l'université de Georgetown, à Washington, D.C., ainsi que de la faculté de droit de l'université de Virginie ; elle y est titulaire d'un doctorat en 1999. Elle étudie également la culture japonaise à l'université Nanzan, à Nagoya.

### Présidence de George W. Bush
Kirstjen Nielsen commence à travailler au sein de l'administration Bush. Elle devient l'assistante spéciale du président et directrice pour la prévention, la préparation et l'action au White House Homeland Security Council. Elle participe également à la création, puis dirige en tant qu'administratrice adjointe, le Bureau de la politique législative et des Affaires gouvernementales de la Transportation Security Administration (TSA).

### Carrière dans le conseil
Par la suite, elle devient membre de la Resilience Task Force au sein du Comité pour la cyber-sécurité et la sécurité intérieure (Center for Cyber & Homeland Security Committee) de l'université George Washington et fait partie du Conseil consultatif sur le rapport sur les risques mondiaux (Global Risks Report Advisory Board) du Forum économique mondial.
En 2008, Kirstjen Nielsen fonde la société Sunesis Consulting, qu'elle préside.

### Première présidence de Donald Trump

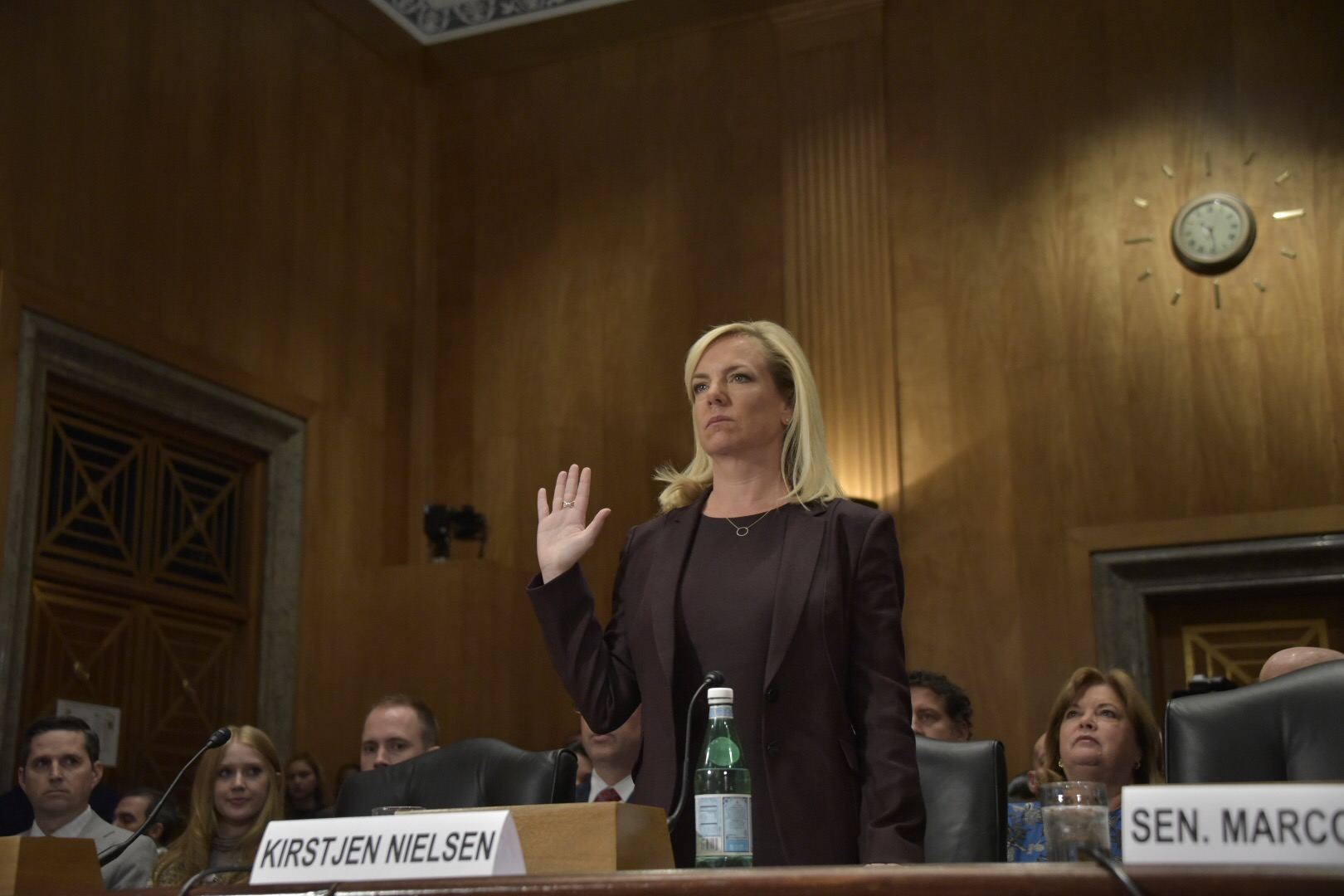
Nielsen lors de son audition devant le Sénat, le 7 novembre 2017.

Le 20 juillet 2017, elle est désignée chef de cabinet du secrétaire à la Sécurité intérieure des États-Unis, le général à la retraite John F. Kelly. Elle succède à Paul Rosen, chef de cabinet de Jeh Johnson.
Elle quitte son poste le 31 juillet de la même année. Chad Wolf prend sa suite par intérim. En effet, John Kelly est nommé chef de cabinet de la Maison-Blanche et Kirstjen Nielsen le suit, devenant son adjointe. Elle prend ses fonctions le 6 septembre 2017, succédant à Katie Walsh. Elle occupe ce poste jusqu'au 6 décembre 2017, date de son entrée en fonction comme secrétaire à la Sécurité intérieure des États-Unis. Sa nomination a lieu le 11 octobre 2017, après que John Kelly l'ait suggérée au président Donald Trump. Elle est validée par le Sénat des États-Unis le 5 décembre 2017 par 62 voix contre 37, après une audition marquée par les questions des sénateurs Dick Durbin (Illinois), Patrick Leahy (Vermont) et Cory Booker (New Jersey), tous membres du Parti démocrate.

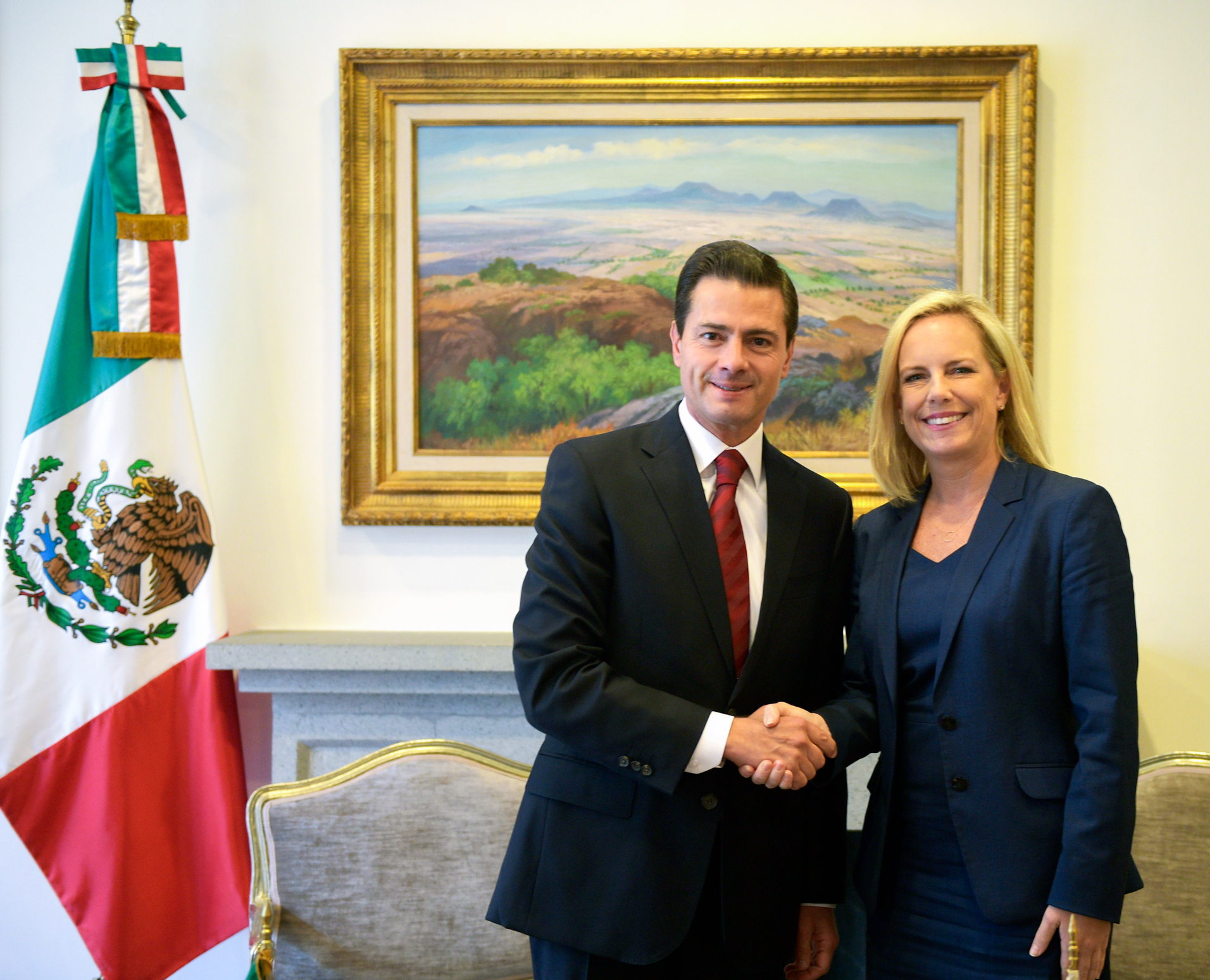
Nielsen avec le président mexicain Enrique Peña Nieto, en 2018.

Le 15 avril 2018, Elaine Duke, secrétaire adjointe à la Sécurité intérieure, démissionne. Elle est remplacée de façon intérimaire par Claire Grady. Le 19 juillet 2018, Kirstjen Nielsen est interrogée par un journaliste de la National Broadcasting Company (NBC) sur les accusations d'ingérences russes dans l'élection présidentielle américaine de 2016 ; elle répond être sûre du fait que le régime russe a tenté d'influencer le processus électoral.
Son mandat est rapidement touché par l'écho médiatique autour de la politique de séparation de familles, principalement mise en œuvre par le procureur général Jeff Sessions à partir du 7 mai 2018. Elle prend officiellement fin le 20 juin 2018 par un ordre exécutif de Donald Trump, après que de nombreux législateurs fédéraux ont appelé à aller en ce sens. Selon plusieurs sources, Kirstjen Nielsen pousse également le président à faire cesser cette politique de séparation ; elle évoque dès mai un sentiment de « frustration » à propos du comportement de Trump et menace de démissionner. Le vice-président Mike Pence lui demande par la suite de rester dans ses fonctions, selon Politico. Toutefois, elle quitte son poste le 8 avril 2019. Kevin McAleenan assure l'intérim deux jours plus tard.
En octobre 2019, l'administration Trump la nomme au National Infrastructure Advisory Council (en).